# Хороиден плексус
Хороиден плексус (ХП) (на латински: chorion – „деликатен“, plexus – „възел“) е тази част на мозъчните стомахчета, където се произвежда гръбначно-мозъчната течност (ГМТ) от модифицирани епендемоцити.

## Анатомично описание
Хороидният плексус се намира в мозъка. Общият брой на хороидните плексуси е четири (4) – по един във всяка вентрикула. Хороидни плексуси присъстват във всички мозъчни вентрикули освен в церебралния акведукт (акведукт на Силвиус) и в окципиталните и темпорално-фронтални рогове на латералните вентрикули. В латералните вентрикули той обаче присъства в горната част на инфериорния (долния) рог. ХП проследява контура на вентрикулите през долната част на латералните вентрикули, а оттам преминава през интервентрикуларния форамен (на Магенди) и присъства на горната част на третата вентрикула. В четвъртата вентрикула също има хороиден плексус в участъка, най-близо до долната половина на малкия мозък.

## Строеж на хороидния плексус

### Макро
Устройството на хороидния плексус (ХП) е от много капиляри отделени от вентрикулите чрез хороидни епителни клетки. Тези клетки са филтрите на течност от кръвта, и посредством дифузия, контранспорт и активен транспорт доставят на вътрешността на мозъка вода, електролити други. Плексусът е силно нагънат, формирайки така множество влакънца около всеки капиляр, създавайки папратоподобни/листоподобни издължения, които стърчат и се издават във вътрешността на вентрикулите. Власинките (на латински: villus; мн.ч. villi), заедно с периферен „кадифен“ контур от микровласинки (на латински: microvilli) по повърхността на големите власинки увеличават общата повърхност на хороидния плексус. Всяка клетка на власинките има по няколко хиляди микровласинки (5000 – 7500). Това от своя страна увеличава многократно абсорбционната способност на клетката.

### Микро
ХП се състои от пласт епителни кубични клетки, заобикалящи капилярна мрежа, закрепена с рехава съединителна тъкан. Кубичните клетки са солидни, с малка работна повърхност спрямо обема, което подчертава необходимостта от голямо вътрешно отделение за обработка на материали и малък външен вход; имат предимно защитна функция като подсигуряват срещу проникване на агресивни организми и вещества.
Епителият на хороидния плексус е продължение на пласта епендимоцити, които покриват стените на вентрикулите, но за разлика от епендимоцитите, междуклетъчните връзки на хороидния епителий са плътни откъм страната обърната към вентрикулите (апекс, апексова или луминална повърхност).

## Функции
1. Продуктивна. ХП произвежда големи количества ГМТ благодарение на тази огромна филтърна избирателно пропусклива биологична мембрана. Активно се транспортират от кръвта към вентрикулите основните физиологични електролити:натриеви, хлоридни и бикарбонатни йони, а водата следва по осмотичния си градиент.
2. Защитна. Плътните междуклетъчни връзки не позволяват на болшинството вещества да прекосят клетъчната бариера и да преминат в ГМТ; по този начин хороидният плексус изпълнява ролята на кръвно-цереброспинална /хемо-ГМТ/ бариера.
3. Отделителна. Освен функциите си на производител на ГМТ, хороидният плексус е и пречиствателна станция, филтрираща метаболични отпадъци, чужди тела и свръхпроизведени невротрансмитери. Така ХП помага за поддържане деликатния баланс на извънклетъчната среда, необходим за нормалното и оптимално функциониране на мозъка.

## Патологии

### Неоплазми
В сравнение с другите неоплазмени заболявания на ЦНС (всички тумори), туморите на хороидния плексус представляват 0,4 – 0,6%. . Основно се различават три неоплазмени заболявания:
1. Папилома, 2. Атипична папилома и 3. Карцинома. Най-честото местоположение на неоплазми от тези видове е в атриума на латералната вентрикула (лява или дясна) поради по-голямата покривна площ на епендимоцитите и съответно значителната големина на хороидния плексус в тях.

### Киста на хороидния плексус
През време на ембриологичното развитие зародишът в определени случаи може да развие киста на хороидния плексус. Такива кисти може да бъдат диагнозирани посредством ултразвук на зародиша (фетуса) ако е на 18 – 20 седмици гестационно (вътреутробно) развитие. Около 1% от зародишите може да развият такава киста като разпределието е неравномерно и се среща повече измежду деца с още други генетични предизвикателства. Около 44 – 50% от фетусите с трисомия-18 може да развият кистата както и 1,4% от тези с трисомия-21 (Синдром на Даун). Около 75% от пациентите с хороидна киста са пациенти с трисомия-18.  Кистите изчезват от само себе си по-късно през ранните детски години и вероятно нямат влияние смущаващо за развитието на мозъка.

## Илюстрации от атласа наГрей
- 1. Velum interpositum.
- 2. Мидсагитален разрез на мозъка показващ ХП.
- 3. Коронен разрез на мозъка непосредствено пред моста на Варолий.
- 4. Коронен разрез през третата вентрикула.
- 5. Мидсагитален разрез. виж илюстрацията в началото на статията.
- 6. Задният и долният рог на лявата латерална вентрикула.
- 7. Хороидният плексус (лат.: Choroid plexus) показан чрез коронен разрез на долния рог на латералната вентрикула.